# Селезнёвка (река)
Селезнёвка (фин. Rakkolanjoki — Ра́кколанйоки) — река в России и Финляндии. В России протекает по территории Выборгском районе Ленинградской области, в Финляндии — по территории Лаппеэнранты. Протяжённость — 53 км (по российской территории — 20 км), площадь водосборного бассейна — 623 км², средний уклон — 0,94 м/км (в российской части 1,27 м/км). Исток — возле города Лаппенранта, устье — в Выборгском заливе Финского залива.

## История
До середины 1940-х годов в Выборгской губернии река в верхнем течении называлась как Ракколанйоки (фин. Rakkolanjoki), так и Лауталанйоки (фин. Lautalanjoki), а после слияния с Хоунийоки (фин. Hounijoki) (ныне Бусловка) — Юкспяанйоки (фин. Ykspäänjoki).
В сентябре 1944 году после советско-финской войны по условиям перемирия часть Выборгской губернии отошла к СССР. Парижский мирный договор, подписанный в феврале 1947 года, подтвердил территориальные изменения. А летом 1947 года территории, переданной в состав Ленинградской области, развернулась кампания по переименованию населённых пунктов, рек и озёр. Комиссия по переименованию предложила переименовать находившуюся недалеко от устья деревню Юкспяа в «Селезнёво», по фамилии Петра Ивановича Селезнёва, а реку — в «Селезнёвка». Переименование закрепил указом от 13 января 1949 года Президиум Верховного Совета РСФСР.

## Данные водного реестра
По данным государственного водного реестра России относится к Балтийскому бассейновому округу, водохозяйственный участок реки — Реки и озера бассейна Финского залива от границы РФ с Финляндией до северной границы бассейна р. Нева, речной подбассейн реки — Нева и реки бассейна Ладожского озера (без подбассейна Свирь и Волхов, российская часть бассейнов). Относится к речному бассейну реки Нева (включая бассейны рек Онежского и Ладожского озера).
Код объекта в государственном водном реестре — 01040300512102000008041.